# George Alexander
George Alexander (Reading, 19 de junho de 1858 — Londres, 15 de março de 1918), nascido George Alexander Gibb Samson, foi um ator e diretor de teatro inglês.

## Biografia

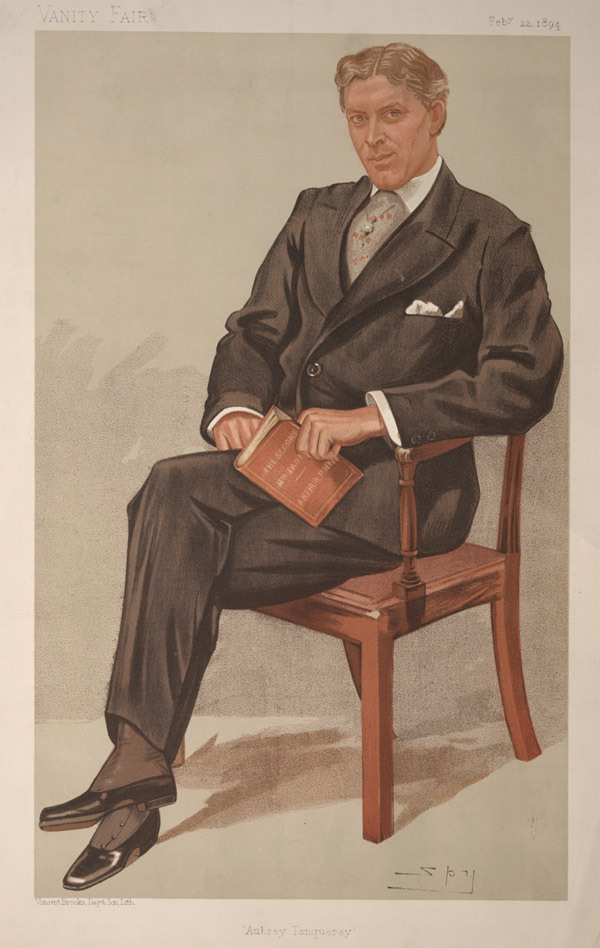
Alexander caricaturizado por Leslie Ward na Vanity Fair, 22 de fevereiro de 1894.

Alexander nasceu em Reading, Berkshire. Começou a atuar no teatro amador em 1875. Quatro anos depois, seguiu a carreira profissional de ator, fazendo sua estreia em Londres em 1881. Atuou em muitos papéis em companhias importantes, incluindo a do Lyceum de Sir Henry Irving.
Em 1890, produziu sua primeira peça no Teatro Avenida e em 1891 se tornou ator e diretor do St James's Theatre, onde produziu diversas peças importantes do período, tais como Lady Windermere's Fan de Oscar Wilde (1892). Apareceu em The Second Mrs Tanqueray de Sir Arthur Wing Pinero, na qual interpretou Aubrey Tanqueray e que fez de Patrick Campbell uma estrela do teatro.
Uma das noites mais famosas do teatro do século XIX ocorreu em 14 de fevereiro de 1895, quando The Importance of Being Earnest de Oscar Wilde foi encenada. O Príncipe de Gales, estava na plateia e podiam ser vistos muitos policiais patrulhando as ruas próximas ao teatro. Uma informação chegou ao autor e ao ator/diretor de que o pai de Lorde Alfred Douglas, o Marquês de Queensberry estava esperando para entrar no teatro e criar uma confusão durante a apresentação. Felizmente, o Marquês foi retirado das instalações e em protesto jogou na sarjeta o seu buquê grotesco de legumes que estava carregando.
Queensberry, em seguida, deu prosseguimento aos eventos que levaram à queda e desgraça de Wilde. Após a sua libertação da prisão em 1897, Wilde mudou-se para o continente. Afirmou ter visto Alexander no sul da França, mas que o ator lhe deu "um sorriso torto e doentio e apressou-se sem parar". Mais tarde, em 1900, Alexander, que tinha adquirido os direitos da peça The Importance of Being Earnest e Lady Windermere's Fan, visitou Wilde em Paris, e ofereceu ao ex-escritor miserável algum pagamento voluntário sobre as peças e deixou, em testamento, os direitos das peças aos filhos separados de Wilde.

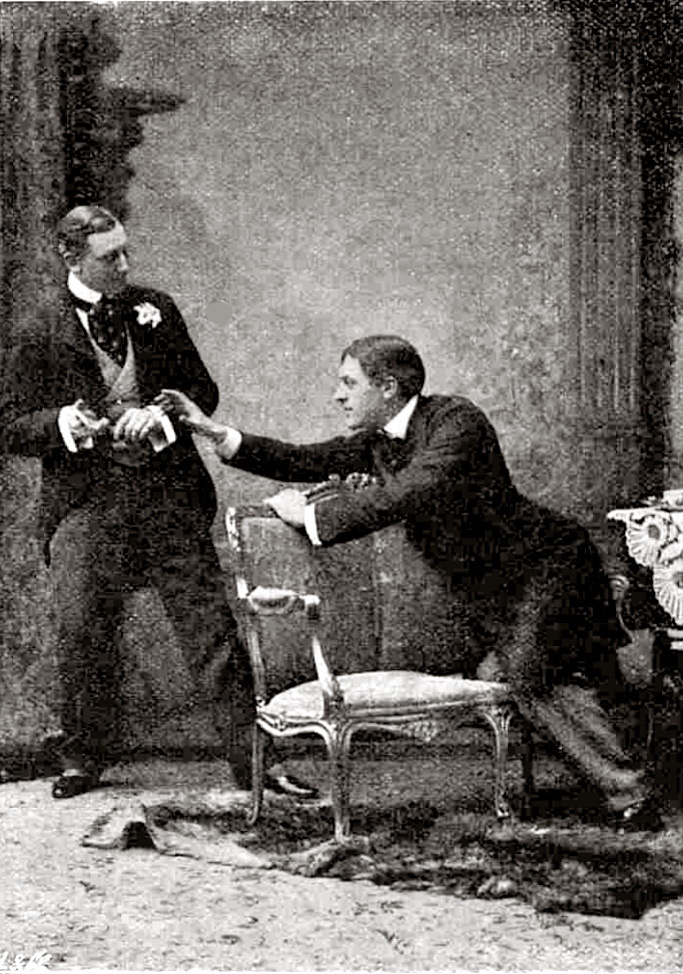
Allan Aynesworth (esquerda) na produção original de The Importance of Being Earnest (1895) com George Alexander (direita).

Sob a administração de Alexander, o St James's Theatre foi dito ter sido modernizado na aparência e vestuário. A imaginação criativa de Walter Crane criou projetos para a decoração das paredes do saguão da entrada. Elas foram cobertas com papel de relevo nas cores verde e ouro. Por um lado, uma lareira, curiosamente esculpidas em madeira de nogueira, era encimada por uma imagem de Vênus emergindo de uma concha, pintada por J. Macbeth. Enquanto que do outro lado ficava a bilheteria, com toda a aparência de uma elegante cabine, com um relógio antigo e ornamentos em tons azul e branco. Sobre o chão estavam espalhados ricos tapetes e carpetes indianos.
Em 1896 foi apresentada a peça The Prisoner of Zenda de Anthony Hope e mais estreias de Pinero somaram-se aos já esmagadores êxitos do St James's Theatre, incluindo o Paolo and Francesca (1902) de Stephen Phillips. A peça de Henry James, Guy Domville (1895), foi um raro fracasso.
Tendo-se tornado um ator, em vez de um financista, como desejava sua família, Alexander dedicou-se ao desenvolvimento da comédia moderna nos palcos. Foi aqui que o seu verdadeiro talento brilhou. Com um leve ar cômico e uma graça delicada Alec, como era carinhosamente conhecido, deu vida a muitas peças do gênero. Como locatário do St. James', recebeu muito apoio de sua esposa, que se responsabilizou por grande parte da organização do vestuário e guarda-roupa. Isto incluiu a seleção de adereços e roupas da moda, atendendo as medidas dos atores, tanto para roupas e perucas, como também trabalhar com uma série de artistas cênicos. Muitos artistas conhecidos da Royal Academy queriam dar orientações ou até mesmo pintar os cenários do St. James's. Uma ajuda valiosa foi a de Lawrence Alma-Tadema. Alma-Tadema trabalhou também para Sir Henry Irving, no Lyceum Theatre.
George Alexander permaneceu no St. James's Theatre até o final de sua vida. Aparece como um personagem no romance de David Lodge sobre a vida de Henry James, Author, Author. Recebeu em 1911 a honra de cavaleiro por seus serviços prestados ao teatro. Em 1912, tornou-se membro do London County Council, com "LCC", após seu nome. Teve papel atuante no Actors' Orphanage Fund (atual Actors' Charitable Trust), servindo como administrador por mais de dez anos, presidindo as reuniões gerais após a morte de Sir Henry Irving.